# Jonas Hellborg
Jonas Hellborg est un bassiste suédois né le 7 juin 1958. 
Actif depuis les années 1970, il a notamment collaboré avec John McLaughlin, Ustad Sultan Khan, Fazal Qureshi, Bill Laswell, Shawn Lane, Jens Johansson, Anders Johansson, Ginger Baker, Michael Shrieve, V. Selvaganesh, Jeff Sipe, Phillip Wilson, Public Image Ltd et Buckethead.

## Carrière
Jonas Hellborg naît le 7 juin 1958.[réf. nécessaire]
Il a commencé sa carrière musicale en 1976 en Suède en tournée avec des groupes de rock locaux. Il a été repéré par le percussionniste Reebop Kwaku Baah dans un petit club de Stockholm en 1979 et il a déménagé à Londres pendant un an pour travailler avec Reebop sur différents projets. Il a joué au festival de jazz de Montreux en Suisse en 1981 et a rencontré Michael Brecker, qui lui a présenté John McLaughlin, Billy Cobham et d'autres stars de la fusion. On lui a demandé de rejoindre le Mahavishnu Orchestra réformé de McLaughlin en 1983. Il est resté avec McLaughlin jusqu'en 1988, en tournée et en enregistrement avec le Mahavishnu Orchestra. Il a également fait plusieurs tournées en duo avec McLaughlin pendant cette période.
En 1986 et 1987, il part en tournée avec un projet avec Ginger Baker à la batterie et Bernie Worrell aux claviers, qui apparaît sur l'album Bass de Hellborg en 1988. Ils continuent à jouer ensemble en 1989.
En 1988, Hellborg s'installe à New York et fonde son propre groupe qui comprend d'abord le claviériste Aydin Esen et le batteur Kenwood Dennard, puis les Johansson Brothers, Jens aux claviers et Anders à la batterie.

## Équipement de musique

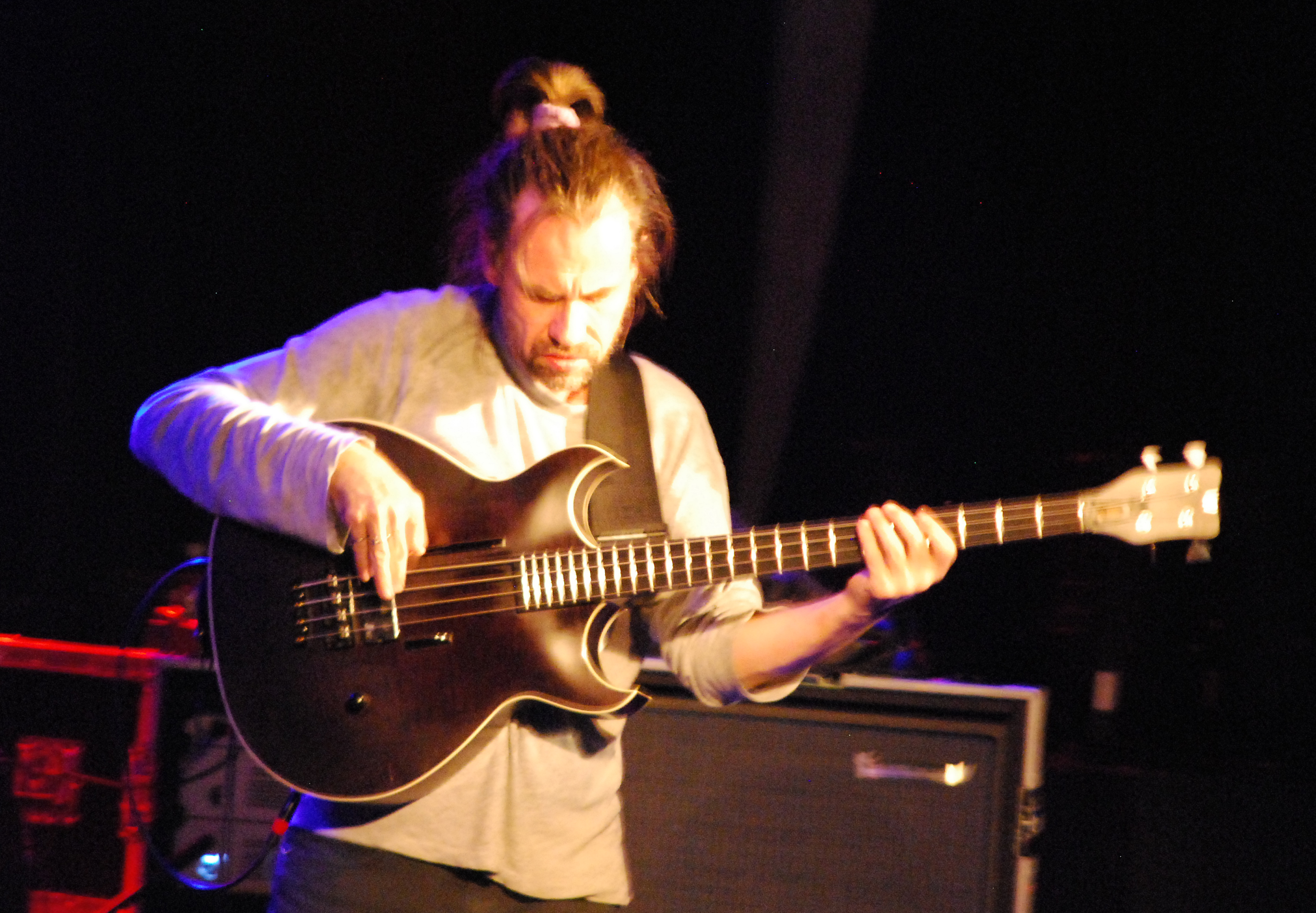
Hellborg avec son modèle de basse Warwick signature, Innsbruck 2011

Après avoir travaillé avec une demi-douzaine d'autres entreprises avec des modèles et des inventions signatures, il a créé, avec le fabricant allemand Warwick, une nouvelle basse et une ligne d'amplification de basse haut de gamme.
Hellborg a publié deux livres au début des années 80 chez Music Sales of London, l'un sur la basse slap intitulé Thumb Bassics, et un livre d'accords intitulé Chord Bassics.

## Discographie
En tant que chef de groupe
- The Bassic Thing (solo bass) (1979), Day Eight Music
- Dreamland (1983), Day Eight Music
- Elegant Punk (solo bass) (1984), Day Eight Music
- Axis (1986), Day Eight Music
- Bass (1988), Day Eight Music
- Adfa (1989), Day Eight Music
- The Silent Life (acoustic solo bass) (1991), Day Eight Music
- Jonas Hellborg Group (1990), Day Eight Music
- Jonas Hellborg Group E (1991), Day Eight Music
- The Word (1991), Axiom
- Ars Moriende (1994), Day Eight Music (with Glen Velez)
- Abstract Logic (1995), Bardo
- Octave of the Holy Innocents (1993), Day Eight Music (re-released 2003, Bardo)
- Temporal Analogues of Paradise (1996), Bardo
- Time Is the Enemy (1997), Bardo
- Aram of the Two Rivers (1999), Bardo
- Zenhouse (1999), Bardo
- Good People in Times of Evil (2000), Bardo
- Personae (2002), Bardo
- Icon: A Transcontinental Gathering (2003), Bardo
- Paris (2004) (DVD), Bardo
- Kali's Son (2006), Bardo
- Art Metal (2007), Bardo
- The Jazz Raj (2014), Bardo

Avec The Mahavishnu Orchestra
- Mahavishnu (1984), Warner Bros.
- Adventures in Radioland (1986), Relativity

Avec Deadline
- Dissident (1991), Day Eight Music
- Down by Law, Cell

Avec Michael Joseph Smith
- Faces, Day Eight Music
- All our steps, Day Eight Music

Avec Michael Shrieve
- Two Doors (1995), CMP, with Shawn Lane
- THE LEAVING TIME, NOVUS/BMG

Avec Public Image Ltd
- Album, Virgin

Avec Trilok Gurtu
- Usfret, CMP

Avec Sultan Khan and Fazal Qureshi
- Friends Across Boundaries, Ninaad Music

Avec Ginger Baker
- Unseen Rain, Day Eight Music
- Middle Passage, Axiom

Avec Kollektiv
- feat. Jonas Hellborg, ITM

Avec Jens Johansson
- Fjäderlösa tvåfotingar, Day Eight Music

Avec Anders Johansson
- Shutka, Day Eight Music
- Red Shift, Heptagon

Avec RAF (feat. Peter Brötzmann, Bill Laswell, Jamal Evans)
- Ode to a Tractor (1992), Day Eight Music

Avec Reebop
- Melodies in a Jungle Man's Head, Day Eight Music

Avec Shining Path
- No Other World (1992)

Avec Busch-Werk
- Busch-Werk & the Masters of Groove (DVD) (2009), Zauberhaus-Records (feat. Nippy Noya, and Famoudou Konaté)
- Trance (2011), Zauberhaus-Records (feat. Nippy Noya, Famoudou Konaté, and Baba Sissoko)